# Taiwan Power Company
A Taiwan Power Company (Taipower; Chinês: 台灣電力公司; pinyin: Táiwān Diànlì Gōngsī) é uma empresa que gera, transmite e distribui energia elétrica para Taiwan, com sede em Taipei é uma off-shore para Taiwan.

## História
A Companhia foi estabelecida em 1 de maio de 1946.

## Patrocínios
A Empresa atua com uma equipe de futebol sendo a mais vitoriosa do país, o clube Taiwan Power Company Football Club, e uma equipe de beisebol.